# Tux Paint
Tux Paint is een vrije en opensource-rastereditor voor jonge kinderen. Het project werd gestart in 2002 door Bill Kendrick die nog steeds het project onderhoudt en verbetert, met de hulp van vrijwilligers. Het wordt uitgegeven onder de GPL en het wordt gezien als een gratis en vrij alternatief voor het gelijkaardige, propriëtaire educatieprogramma Kid Pix.
Tux Paint is beschikbaar in het Nederlands voor Windows, Mac, Linux, Solaris en FreeBSD en werd geschreven in de programmeertaal C. Ook maakt het programma gebruik van de vrij verkrijgbare bibliotheek Simple DirectMedia Layer (SDL). 

## Geschiedenis
Tux Paint werd oorspronkelijk gemaakt voor Linux, omdat er destijds geen geschikt tekenprogramma bestond voor jonge kinderen. Versie 0.9.21c is anno 2011 de meest recente versie en verscheen op 27 december 2010. Er zijn versies voor Windows, Mac OS X, Linux, BeOS en Unix. Tux Paint werd meegeleverd met de ASUS Eee PC.

### Belangrijke uitgaven
- 2002.06.16 (16 juni 2002) - Eerste uitgave, 2 dagen nadat er werd begonnen aan het schrijven van het programma (penselen, stempels, lijnen, gom).
- 2002.06.30 (30 juni 2002) - Eerste magische gereedschappen (vervagen, blokken, negatief).
- 2002.07.31 (31 juli 2002) - Lokalisatieondersteuning.
- 0.9.11 (17 juni 2003) - Rechts-naar-links-ondersteuning en UTF-8 ondersteuning voor het invoeren van tekst.
- 0.9.14 (12 oktober 2004) - Eerste uitgave met Tux Paint Config, een configuratiegereedschap. Ook werd ondersteuning toegevoegd voor starter image.
- 0.9.16 (21 oktober 2006) - Slideshow-functionaliteit, geanimeerde en richtingspenselen.
- 0.9.17 (1 juli 2007) - Willekeurige schermgrootte met oriëntatieondersteuning. Ook ondersteuning voor SVG en invoermethode.
- 0.9.18 (21 november 2007) - Magic Tools werden plug-ins en de tekst wordt verwerkt door Pango.

## Naam
Tux Paint verwijst naar Tux, de mascotte van Linux. Tux helpt jonge kinderen te kleuren.